# ラスムス・ラウリッセン
ラスムス・ステーンスベーク・ラウリッセン（Rasmus Steensbæk Lauritsen、1996年2月27日 - ）は、デンマーク・ブランデ出身のサッカー選手。ブレンビーIF所属。ポジションはDF。

## クラブ経歴
2011年からFCミッティランのアカデミーに所属し、2015年11月8日、エスビャウfBとの試合でトップチームデビューを果たした。
2016年1月5日、スキーベIKに2年契約で移籍した。
2017年6月9日、2年契約でヴェイレBKに加入した。3ヶ月後の9月22日、クラブとの契約を1年間延長した。
2019年2月11日、スウェーデンのIFKノルシェーピンに移籍し、3年契約を交わした。
2020年10月2日、昨シーズンにクロアチアリーグ王者に輝いたNKディナモ・ザグレブと契約した。2日後のNKヴァルテクス・ヴァラジュディン戦で早速デビューしたが、オウンゴールを献上してしまった。しかし、その後はDF陣の中心選手となり、UEFAヨーロッパリーグのグループステージにおいて、ラウリッセンが出場した試合は全て無失点に終わるという記録を残した。
2023年1月30日、ブレンビーIFに4年半契約で移籍した。

## タイトル
ミッティラン
- デンマーク・スーペルリーガ : 1回 (2014-15)

ディナモ・ザグレブ
- プルヴァHNL : 1回 (2020-21)
- クロアチアカップ : 1回 (2020-21)